# Hugo Catrileo
Hugo Catrileo Tapia (Saavedra, 27 de enero de 1997) es un atleta chileno de origen mapuche que compite en la disciplina del maratón. Fue ganador del Maratón de Santiago y obtuvo medalla de plata en los Juegos Panamericanos de 2023.

## Biografía
Catrileo es oriundo de Puerto Saavedra, en la Región de La Araucanía. Hijo de padre agricultor y madre dueña de casa, comenzó a practicar atletismo desde los catorce años, mientras estudiaba en el Liceo Luis González Vásquez de Nueva Imperial. Al culminar sus estudios secundarios, entró a estudiar en la Universidad Católica de Temuco, donde se tituló como Técnico Universitario en Preparación Física.

### Carrera deportiva
Como atleta juvenil, Catrileo comenzó a destacarse en pruebas de fondo. Logró medalla de bronce de los 3 mil metros en el Sudamericano de Menores de Cali de 2014, y representó a Chile en las principales competencias de juveniles en la categoría de 10 mil metros, incluyendo los Panamericanos de Toronto de 2015, y el Mundial Sub-20 de Bydgoszcz de 2016.
Ya a nivel adulto, Catrileo finalizó en cuarto lugar en el Maratón de Buenos Aires de 2022, y al año siguiente obtuvo la medalla de oro en los 21K del Maratón de Santiago, marcando el récord del circuito con un tiempo de 1:04:10. Consiguió la medalla de plata en el maratón en los Juegos Panamericanos de 2023 en Santiago, con un tiempo de 2:12:07, donde solo fue superado por el peruano Cristhian Pacheco.
El 14 de enero de 2024 finalizó en quinto lugar en el Maratón de Houston con un tiempo de 2:08:44, obteniendo su mejor marca personal y nuevo récord nacional, bajando la marca vigente en casi dos minutos.